# Galepus
Galepus is een geslacht van uitgestorven therapsiden, behorend tot de Anomodontia, een groep van herbivoren uit de Therapsida. De soort leefde tijdens het Laat-Perm in het huidige zuidelijk Afrika. 

## Fossiele vondst
Galepus werd in 1910 beschreven door Robert Broom aan de hand van fossiele resten die werden gevonden in de Beaufortgroep in Zuid-Afrika. 

## Kenmerken
Galepus had een schedel van ongeveer 50 centimeter lang en een kop-romplengte van ongeveer 25 tot 30 centimeter, waarmee het zo groot als een rode eekhoorn was. Het dier had kleine, scherpe tanden en grote ogen.

## Verwantschap
Galeops werd voorheen ingedeeld bij de Dromasauria. Inmiddels is duidelijk dat dit geen natuurlijke groep is, maar een parafyletische verzameling van vroege vormen uit de Anomodontia.